# Бибирево (бывшее село)
Би́бирево, ранее Биберево — бывшее село к северу от Москвы, ныне вошедшее в его состав и давшее название району Бибирево г. Москвы.

## История
Село (деревня) Бибирево известно с конца XVI века. В писцовой книге Московского уезда 1584—86 годов в Манатьине, Быкове и Коровине стане упомянуто :
…Вознесенского монастыря село Бибирево на речке на Олешенке, а в нем церковь  Благовещение, древена, клетцки, двор попов, двор проскурницын, двор пономарев, двор монастырской, да 3 двора служних: пашни паханые середние земли монастырские и служни 43 четверти, да крестьянские пашни 5 четвертей, да перелогу 23 четверти в поле <…> сена 150 копен, лесу дровяного 5 десятин.
До 1774 года село и земли вокруг него принадлежали Вознесенскому девичьему монастырю, основанному супругой Дмитрия Донского Великой княгиней Евдокией. Сам монастырь находился на территории Московского Кремля, на лето монахини выезжали в Бибирево. В 1774 году село перешло в ведение Государственной коллегии экономии, и его крестьяне стали государственными.
Храм Преподобного Сергия Радонежского в Бибиреве был освящён в 1894 году в благодарность Богу за избавление жителей села от холеры. Храм был поставлен вплотную с деревянным храмом Благовещения Богородицы, известным с XVI века.
На 1852 год в селе насчитывалось 164 крестьян, 36 дворов, 1 церковь.
В начале XIX века в Бибиреве появляются первые промышленные предприятия. В 1896 году промышленник Вильгельм Августович Рюль строит здесь кожевенный завод. А три года спустя почетная гражданка Прасковья Гусева основывает в Бибиреве кирпичный завод.
В 1922 году 19 беднейших семей создали сельскохозяйственную артель, названную в честь владевшего селом монастыря Вознесенской. В 1930-е годы артель была преобразована в колхоз «Красная нива».
На 1926 год в селе было 75 хозяйств из них 67 крестьянских, проживало 416 человек (182 мужчины, 234 женщины), был сельсовет и школы.
Во время Великой Отечественной войны, в 1941—1942 гг. в районе села Бибирево находилась база по обслуживанию и ремонту автомобильной и танковой военной техники Московского резервного фронта.
В 1939—1959 годах Бибирево с окрестностями входило в состав Краснополянского района Московской области. До 1960 года существовал Бибиревский сельсовет.